# Omphaloscelis unimacula
Omphaloscelis unimacula là một loài bướm đêm trong họ Noctuidae.